# قانون تابعیت صربستان
قانون تابعیت صربستان (انگلیسی: Serbian nationality law) ذیل قانون شهروندی جمهوری صربستان تدوین گردیده‌است که در سال ۲۰۰۴ تصویب گرید و در وهلهٔ اول بر مبنای اصل خون شکل گرفته‌است. ماده ۲۳ قانون شهروندی قید کرده‌است، هر تبعه خارجی که از تبار صرب باشد، محق است با ارائه تقاضای کتبی، شهروندی صربستان را بدست آورد. در موارد خاص، قانون تابعیت مضاعف را مجاز می‌داند و اجازه می‌دهد یک فرد وضعیت کنونی یا شهروندی موجود خود را حفظ کند و شهروندی صربستان را هم دریافت کند.
اصلاحاتی که در سال ۲۰۰۷ بر قانون انجام گرفت، گروه‌های اقلیت قوم صرب که در خارج از صربستان اقامت دارند را محق ساخت تا شهروندی صربستان را به دست آورند.

## تصاحب شهروندی
- کسب شهروندی از طریق تبار- شهروندی بر اساس تبار به یک نسل محدود می‌شود (هر کدام از والدین هنگام تولد، باید نامشان تحت عنوان یک صرب ثبت شده باشد) و فرد متقاضی شهروندی نباید بیش از ۲۳ سال سن داشته باشد.[۳]
- کسب شهروندی بر اساس تولد.[۴]
- کسب شهروندی بر اساس پذیرش (اعطای تابعیت)- باید سه سال اقامت دائم متوالی در صربستان داشته باشد.[۱]